# Bozo

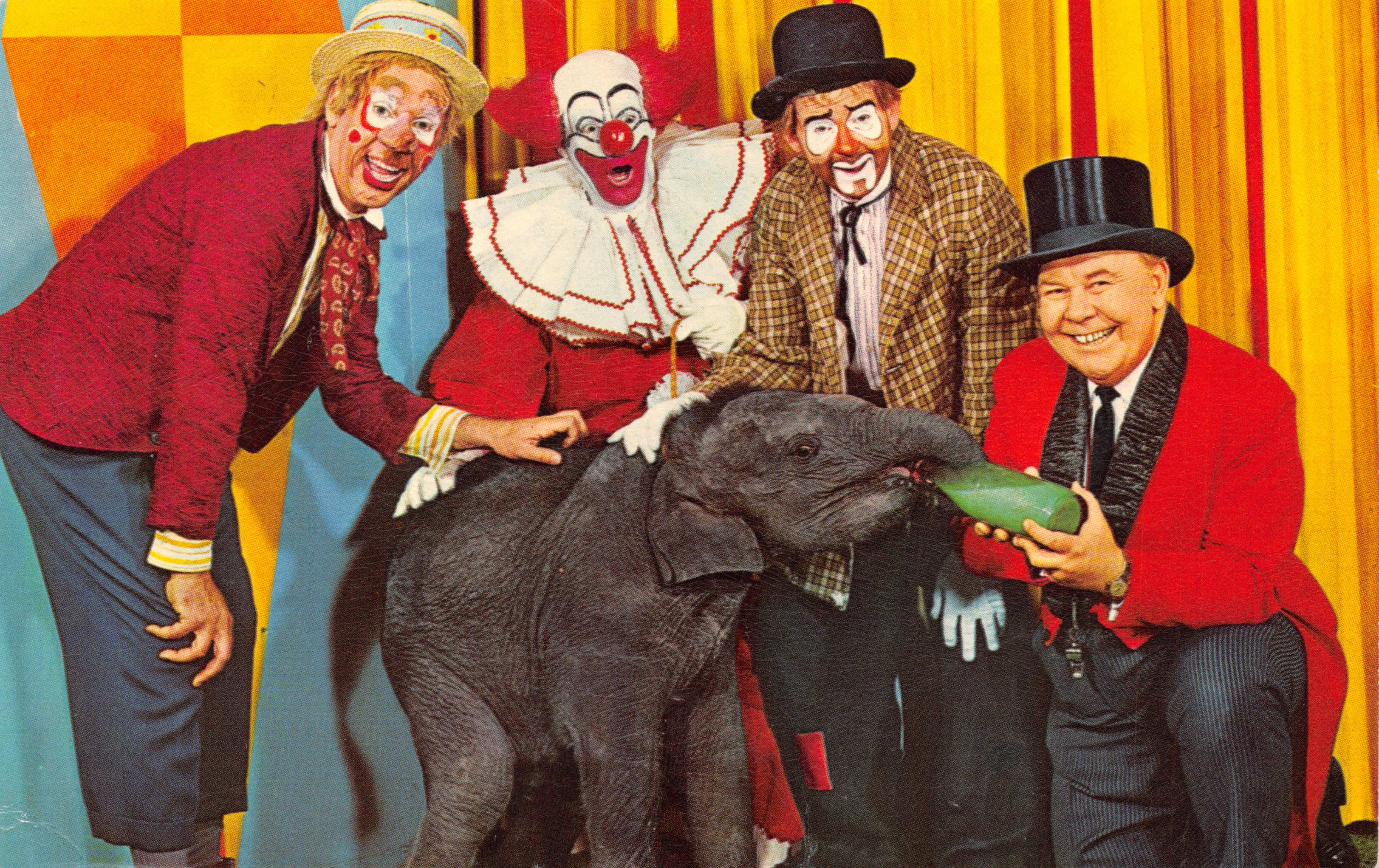

Bozo o El Payaso Bozo es un payaso muy popular en los Estados Unidos. Fue creado en 1946 por Alan W. Livingston, quien escribió y produjo un cuento para niños y varios libros para ilustrar así como también un disco que se tituló Bozo at the Circus, de Capitol Records, pero se pueden encontrar referencias de otros discos, como Bozo en la granja (Bozo on the Farm) (1950). 
Extremadamente popular en 1949, Capitol y Livingston empezaron los arreglos con fabricantes y estaciones de televisión para otorgar franquicias de uso para el personaje. KTTV-TV, en Los Ángeles empezó a transmitir el primer programa.
Larry Harmon, fallecido el 3 de julio de 2008, caracterizó por más de 50 años a Bozo, al sustituir a Pinto Colvig -quien fue la primera voz de Bozo en Capitol Records y era voz también de Goofy y Harmon. En un momento inicial, compró los derechos sobre el personaje Bozo y vendió licencias a cadenas y estaciones locales con diferentes intérpretes en Estados Unidos y en México, y tuvo como publicista a Jerry Digney, quien a dijo al reportero Jhon Rogers que Harmon murió de falla cardíaca congestiva en su hogar a la edad de 83 años.
En 1961, Mario Quintanilla (director de XEFB-TV Canal 3) adquirió los derechos de transmisión de la serie de caricaturas de Bozo, incluida la autorización de caracterizar a Bozo, y fue José Marroquín (Pipo, como se llamaría posteriormente) la persona idónea para caracterizar a este payaso en el Canal 10 (XHX-TV) de Monterrey hasta diciembre de 1963, fecha en que terminaron los derechos de transmisión.
Posteriormente, en la Ciudad de México, José Manuel Vargas Martínez y con el apoyo de Antonio Espino "Clavillazo" empezó a caracterizar al célebre payaso. José falleció el 19 de octubre del 2001, a la edad de 71 años. 
Frank Avruch también caracterizó a Bozo (entre 1959 y 1970), y falleció en el 2018, a los 89 años, en Boston.
Era famoso por interpretar temas infantiles de corte didáctico, caso de las tablas matemáticas de multiplicación.

## Parodias

### Brozo, el Payaso Tenebroso
La estrella de televisión Víctor Trujillo creó una parodia de Bozo con el nombre "Brozo, el payaso tenebroso" para el programa de televisión La Caravana, transmitido en los canales 7 y 13 de la cadena mexicana de televisión Imevisión, rememorando la época de las llamadas "carpas", al lado de Ausencio Cruz. Con el humor mexicano de doble sentido, narraba los clásicos cuentos infantiles, pero dirigidos a un público adulto, lo cual estaba en el extremo opuesto de la orientación de las actuaciones del "Bozo" original, dirigidas al público infantil y a toda la familia. En un programa, "Brozo" encontró a "Bozo" y fue este último quien le recordó que eran primos, ya que sus respectivas madres, "Broza María" y "Boza Nova", eran hermanas.[cita requerida]
Fue tan exitoso entre el público de todas las edades este personaje que acompañó en las coberturas de Imevisión (posteriormente, TV Azteca) en los Juegos Olímpicos y Mundiales de Fútbol.[cita requerida]
Posteriormente, este personaje ha participado en programas humorísticos y noticiarios de televisión, en CNI Canal 40, Televisa, W Radio, y en radio, en Radio Acir y XEW.[cita requerida]

## En la cultura popular
El grupo Dead Kennedys tiene una canción que ironiza la imagen del payaso Bozo, llamada Rambozo The Clown.[cita requerida]
En la serie Seinfeld en la temporada 5 episodio 19 hacen referencia al payaso Bozo, cuando George está planeando la fiesta del hijo de su novia, en la que contrata a un payaso y lo interroga por no conocer a bozo el payaso.
El grupo Dethklok, de la serie Metalocalypse, tiene una canción en donde se nombra la tumba de Bozo: se llama "Partying Around the World".[cita requerida]
La población brasileña [¿quién?] llama al presidente Jair Bolsonaro de Bozo, en referencia a la sonoridad de ambos nombres, visto que su apellido es de origen italiano, Bolzonaro.
En la novela It, de Stephen King, el payaso Pennywise es descrito como "una mezcla de Bozo y Clarabell" (otro payaso famoso de los años 40 y 50).
En el Videojuego The Binding of Isaac, existe un objeto pasivo llamado Bozo, cambiando la imagen del personaje jugable por un payaso, referenciando al personaje real.